# Psorophora horrida
Psorophora horrida är en tvåvingeart som först beskrevs av Dyar och Frederick Knab 1908.  Psorophora horrida ingår i släktet Psorophora och familjen stickmyggor. Inga underarter finns listade i Catalogue of Life.